# Schloss Calberwisch

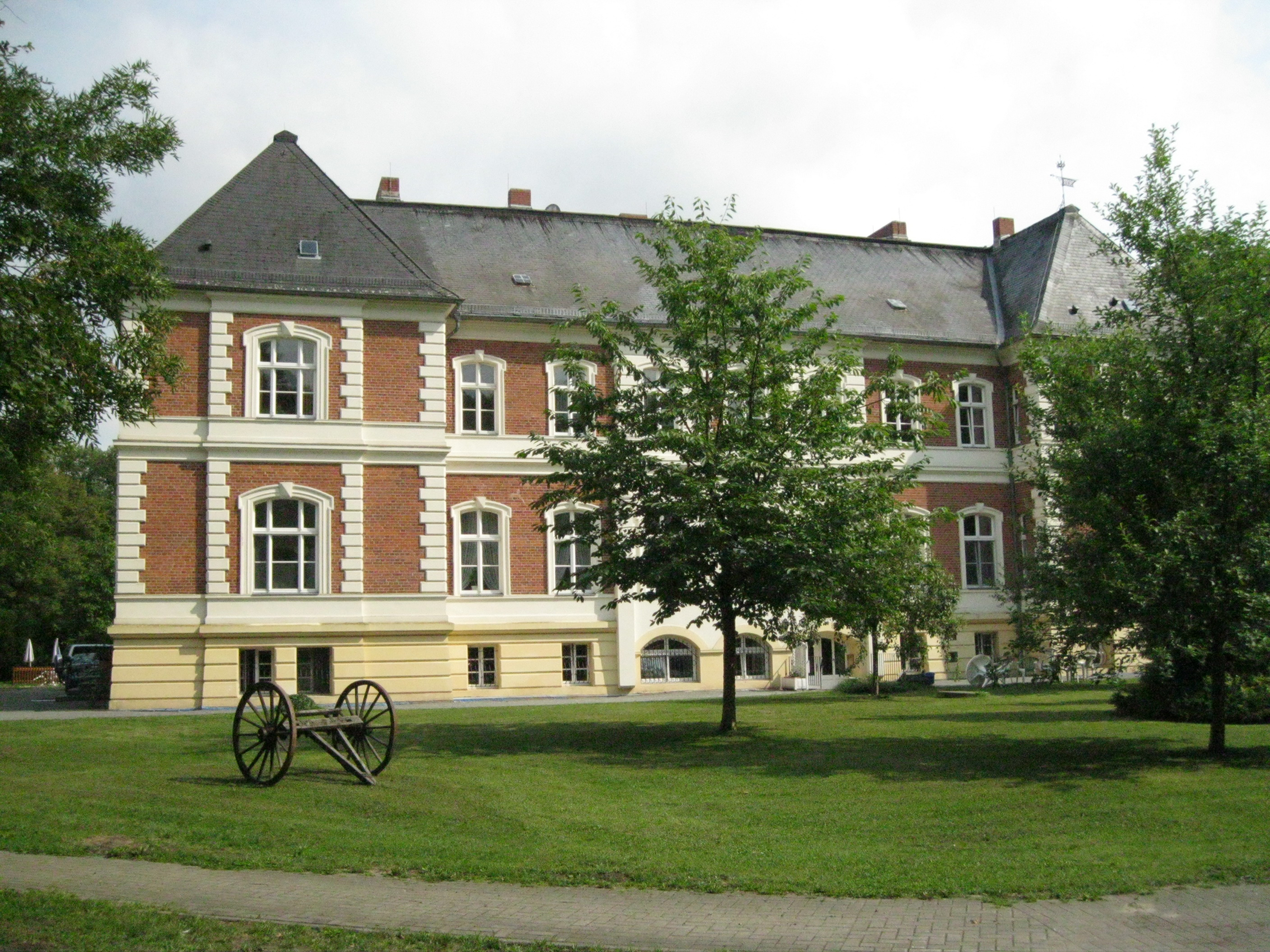
Schloss Calberwisch

Das Schloss Calberwisch ist ein Schloss im Ortsteil Calberwisch der Hansestadt Osterburg (Altmark) in Sachsen-Anhalt.

## Lage
Es befindet sich am südlichen Ortseingang des Dorfes. Ein älterer Vorgängerbau aus Holz mit massiven Grundmauern wurde 1692 wiederhergestellt und 1839 wegen Baufälligkeit abgerissen.

## Architektur
Der gründerzeitliche Backsteinbau besteht aus neun Achsen. Er ist zweigeschossig auf einem Souterrain ausgeführt mit H-förmigen Grundriss und einer Freitreppe auf der Gartenseite. Im Stile des Historismus ist die Fassade durch Putz und Klinker gegliedert. Die Architekten waren Martin Gropius und Heino Schmieden (Berlin). Damit hat es überregionale Bedeutung. Es fügt sich in die Reihe Gropius’ zahlreicher Entwürfe für Villen in Berlin und Umgebung ein.

## Geschichte
Bereits ausgangs des 18. Jahrhunderts gehörte das Gut der uradeligen Familie von Jagow, nachweislich dem Wilhelm von Jagow (1770–1838), Eigentümer von 16 Gütern und weiteren Forstrevieren. Der Neubau des heutigen Schlosses wurde 1875 unter Bernhard von Jagow, Rittmeister im Potsdamer Elite-Regiment der Gardes du Corps, und dessen Ehefrau Johanna, Tochter des Grafen Pourtalés, im Stil der Neorenaissance ausgeführt. Das Haus war auch einer der Standorte des v. Jagowschen Familienarchivs.
Letzte Eigentümerin war die Witwe des 1916 im Krieg gebliebenen Hauptmann d. R. und Deichhauptmann Henning von Jagow, Gertrud Freiin von Patow, geb. Edle von Paepcke (1885–1975). Gertrud von Patow war in zweiter Ehe mit dem Philosophen Freiherr Karl von Patow-Gliechow (1880–1960), a. o. Prof. an der Universität Berlin, verheiratet. Ihre Eltern waren wiederum Clara Schroeder und Moritz Edler von Paepke-Quassel.
Um 1920 gehörte zum Schloss Calberwisch der Freifrau Gertrud von Patow das Rittergut Calberwisch mit 428 ha sowie das Rittergut Uchtenhagen mit 242 ha.
Nach der Flucht der Eigentümerfamilie 1945, Gertrud Freifrau von Patow lebte zuletzt in Krefeld, diente das Gutshaus unter anderem der Unterbringung von Kriegsflüchtlingen, als Kindertagesstätte, als Supermarkt und Jugendclub. Von 1995 bis 2014 befand sich darin ein Restaurant mit Gästezimmern. Die Außenstelle des Standesamtes Osterburg im Schloss wurde ebenfalls aufgegeben.

## Heutige Nutzung
Das Schloss und der umgebende Park können nicht besichtigt werden. Das Schloss dient ausschließlich privaten Wohnzwecken.